# Ben Zobrist
Benjamin Thomas Zobrist (né le 26 mai 1981 à Eureka, Illinois, États-Unis) est un joueur d'utilité des Cubs de Chicago de la Ligue majeure de baseball. 
Zobrist, qui a joué de 2006 à 2014 avec les Rays de Tampa Bay et en première moitié de saison 2015 pour les Athletics d'Oakland, se démarque par sa capacité à évoluer à plusieurs positions du champ intérieur et du champ extérieur. C'est au deuxième but qu'il a disputé le plus de matchs. Frappeur ambidextre, il a été invité trois fois au match des étoiles. 
Il remporte la Série mondiale 2015 avec les Royals de Kansas City et la Série mondiale 2016, dont il est nommé meilleur joueur, avec les Cubs de Chicago.

## Carrière

### Rays de Tampa Bay
Ben Zobrist est repêché par les Astros de Houston en juin 2004. Après avoir évolué dans les ligues mineures pour cette franchise, il est transféré aux Devil Rays de Tampa Bay le 12 juillet 2006 en compagnie du lanceur Mitch Talbot. Les Astros obtiennent Aubrey Huff, un joueur de premier but et frappeur désigné, dans cet échange.
Zobrist fait son entrée dans les majeures quelques jours plus tard, jouant son premier match le 1er août 2006 dans l'uniforme des Rays. 

#### Saison 2009

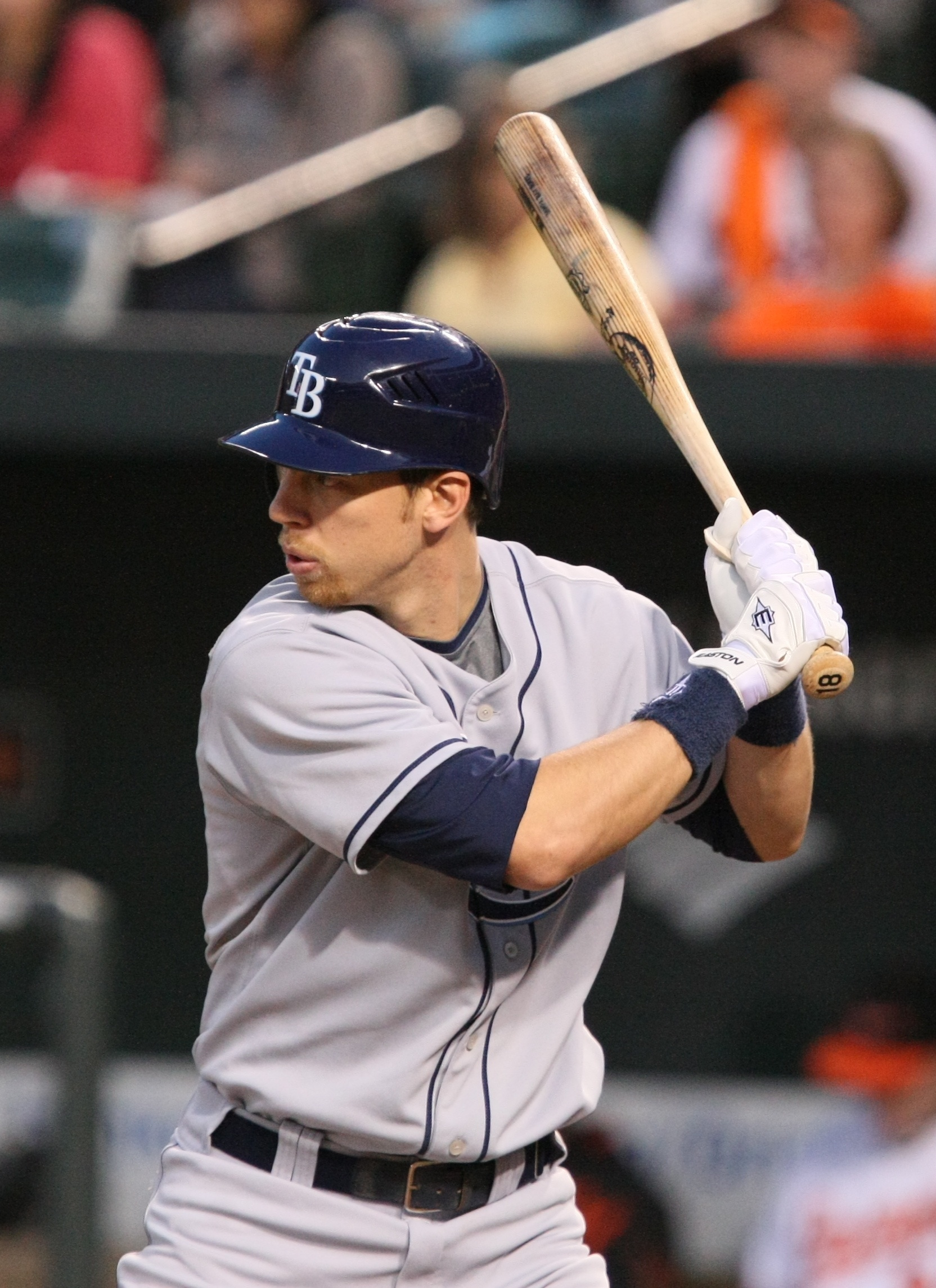
Ben Zobrist au bâton en 2009.

C'est en 2009 que ce frappeur ambidextre est pour la première fois utilisé par Tampa Bay dans un autre rôle que celui de réserviste. Zobrist, qui avait joué à l'arrêt-court et comme voltigeur depuis le début de sa carrière, devient le deuxième but régulier des Rays et reçoit en juillet une première invitation au match des étoiles. Il s'impose en 2009 avec 27 circuits, 91 points produits et une moyenne au bâton de ,297. Il reçoit quelques appuis au titre de meilleur joueur de la saison en Ligue américaine, prenant le 8e rang du vote qui couronne finalement Joe Mauer des Twins du Minnesota.

#### Saison 2010
Il passe la majeure partie de 2010 au champ extérieur. Ses performances à l'attaque sont à la baisse avec une moyenne au bâton de ,238. Il frappe 10 circuits et produit 75 points. Il fait bien en éliminatoires avec six coups sûrs dont un circuit, deux points produits et une moyenne de ,300 dans les cinq matchs de Série de divisions où les Rays sont éliminés par les Rangers du Texas.

#### Saison 2011
Le 28 avril 2011, dans le premier match d'un programme double contre les Twins du Minnesota au Target Field de Minneapolis, Zobrist établit le nouveau record de franchise des Rays avec huit points produits en un seul match. Il éclipse l'ancien record de sept en une partie, réussi en 2007 par Carlos Peña. Zobrist produit deux points dans l'autre moitié du double, pour un total de 10 points produits en une seule journée. Zobrist complète réellement sa transition vers le poste de deuxième but en 2011 puisqu'il y joue 131 de ses 156 parties de la saison. En attaque, il claque 20 circuits et égale son record personnel de 91 points produits. Pour la seconde fois de sa carrière, il est considéré au titre de joueur par excellence de l'année, prenant le 16e rang du vote.

### Athletics d'Oakland

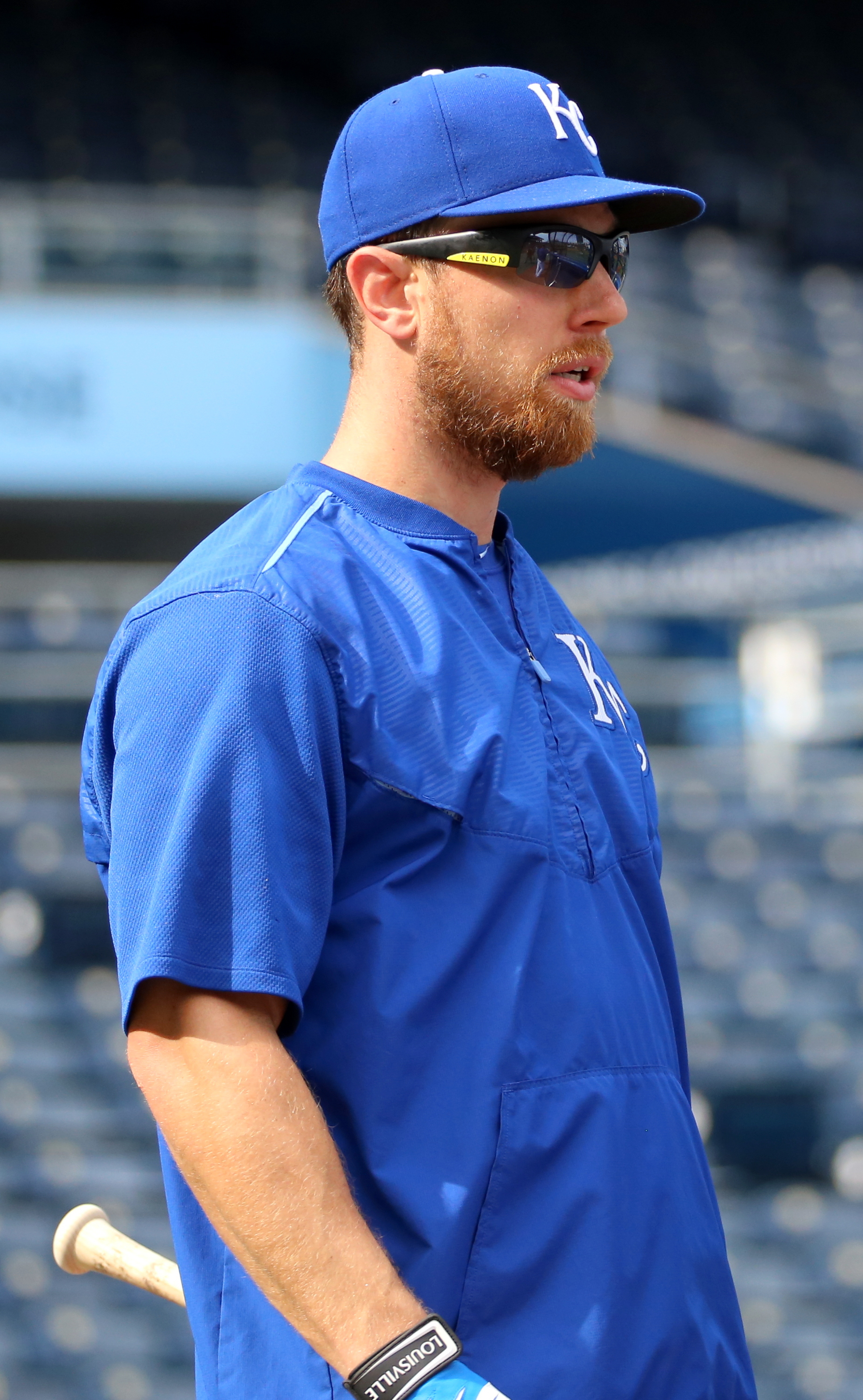
Ben Zobrist le 7 octobre 2015 avec les Royals de Kansas City.

Le 10 janvier 2015, les Rays échangent Ben Zobrist et l'arrêt-court Yunel Escobar aux Athletics d'Oakland en échange du receveur John Jaso, du voltigeur des ligues mineures Boog Powell et de l'arrêt-court des ligues mineures Daniel Robertson.
Il maintient une moyenne au bâton de ,268 et une moyenne de présence sur les buts de ,354 en 67 matchs d'Oakland en 2015, et compte 6 circuits et 33 points produits avant un échange à Kansas City peu après la mi-saison.

### Royals de Kansas City
Le 28 juillet 2015, les Athletics échangent Zobrist aux Royals de Kansas City contre deux lanceurs des ligues mineures, le droitier Aaron Brooks et le gaucher Sean Manaea.
Zobrist remporte la Série mondiale 2015 avec Kansas City.
Le 31 octobre 2015, il égale le record des majeures établi par Albert Pujols et David Freese pour les Cardinals de Saint-Louis de 2011 en cognant son 8e double des séries éliminatoires 2015.

### Cubs de Chicago
Très convoité une fois devenu joueur autonome, Ben Zobrist signe le 8 décembre 2015 un contrat de 56 millions de dollars pour 4 saisons avec les Cubs de Chicago, dirigés par son ancien gérant chez les Rays, Joe Maddon. Zobrist accepte l'offre des Cubs malgré d'autres, plus généreuses, reçues des Mets de New York, des Nationals de Washington et des Giants de San Francisco. L'arrivée de Zobrist incite les Cubs à échanger le jour même Starlin Castro, qui occupait le poste de deuxième but durant la saison précédente.

## Statistiques

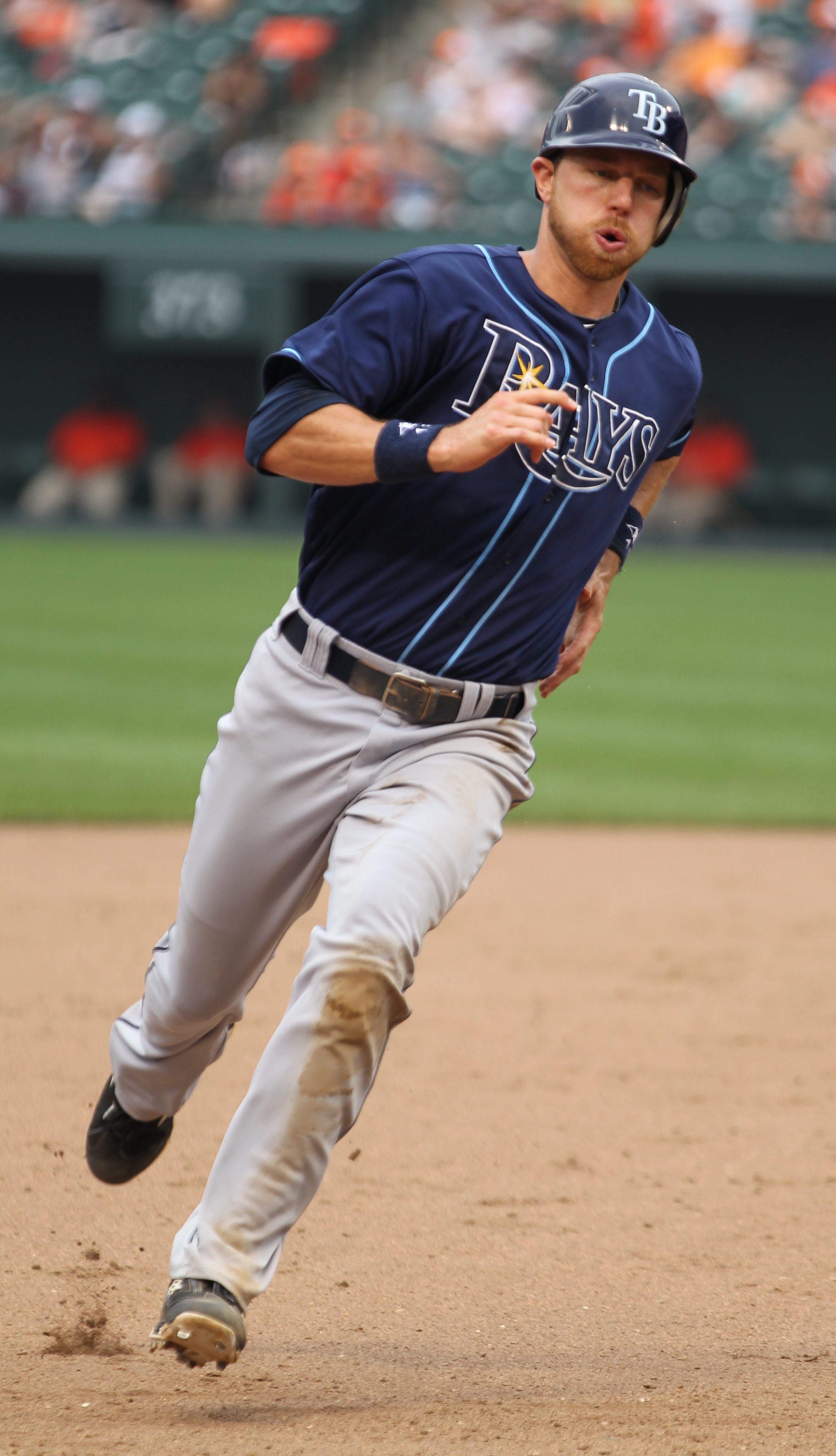
Ben Zobrist dans une course autour des buts.

| Saison | Équipe              | G    | AB   | R   | H    | 2B  | 3B | HR  | RBI | SB  | BA    |
| ------ | ------------------- | ---- | ---- | --- | ---- | --- | -- | --- | --- | --- | ----- |
| 2006   | Tampa Bay           | 52   | 183  | 10  | 41   | 6   | 2  | 2   | 18  | 2   | 0,224 |
| 2007   | Tampa Bay           | 31   | 97   | 8   | 15   | 2   | 0  | 1   | 9   | 2   | 0,155 |
| 2008   | Tampa Bay           | 62   | 198  | 32  | 50   | 10  | 2  | 12  | 30  | 3   | 0,253 |
| 2009   | Tampa Bay           | 152  | 501  | 91  | 149  | 28  | 7  | 27  | 91  | 17  | 0,297 |
| 2010   | Tampa Bay           | 151  | 541  | 77  | 129  | 28  | 2  | 10  | 75  | 24  | 0,238 |
| 2011   | Tampa Bay           | 156  | 588  | 99  | 158  | 46  | 6  | 20  | 91  | 19  | 0,269 |
| 2012   | Tampa Bay           | 157  | 560  | 88  | 151  | 39  | 7  | 20  | 74  | 14  | 0,270 |
| 2013   | Tampa Bay           | 157  | 612  | 77  | 168  | 36  | 3  | 12  | 71  | 11  | 0,275 |
| 2014   | Tampa Bay           | 146  | 570  | 83  | 155  | 34  | 3  | 10  | 52  | 10  | 0,272 |
| 2015   | Oakland Kansas City | 126  | 467  | 76  | 129  | 36  | 3  | 13  | 56  | 3   | 0,276 |
| 2016   | Chicago Cubs        | 147  | 523  | 94  | 142  | 31  | 3  | 18  | 76  | 6   | 0,272 |
| 2017   | Chicago Cubs        | 128  | 435  | 58  | 101  | 20  | 3  | 12  | 50  | 2   | 0,232 |
| 2018   | Chicago Cubs        | 139  | 455  | 67  | 139  | 28  | 3  | 9   | 58  | 3   | 0,305 |
| Totaux | Totaux              | 1604 | 5730 | 860 | 1527 | 344 | 44 | 166 | 751 | 116 | 0,266 |

| Saison | Équipe       | G  | AB  | R  | H  | 2B | 3B | HR | RBI | SB | BA    |
| ------ | ------------ | -- | --- | -- | -- | -- | -- | -- | --- | -- | ----- |
| 2008   | Tampa Bay    | 7  | 11  | 0  | 1  | 0  | 0  | 0  | 0   | 0  | .091  |
| 2010   | Tampa Bay    | 5  | 20  | 2  | 6  | 2  | 0  | 1  | 2   | 0  | .300  |
| 2011   | Tampa Bay    | 4  | 17  | 2  | 4  | 0  | 0  | 0  | 0   | 0  | .235  |
| 2013   | Tampa Bay    | 5  | 18  | 3  | 3  | 0  | 0  | 1  | 1   | 0  | .167  |
| 2015   | Kansas City  | 16 | 66  | 15 | 20 | 8  | 0  | 2  | 6   | 1  | .303  |
| 2016   | Chicago Cubs | 17 | 64  | 9  | 16 | 5  | 1  | 0  | 5   | 0  | .250  |
| 2017   | Chicago Cubs | 9  | 26  | 3  | 4  | 2  | 0  | 0  | 0   | 0  | .154  |
| 2018   | Chicago Cubs | 1  | 6   | 0  | 1  | 0  | 0  | 0  | 0   | 0  | .167  |
| Totaux | Totaux       | 64 | 228 | 34 | 55 | 17 | 1  | 4  | 14  | 1  | 0,241 |

Note : G = Matches joués ; AB = Passages au bâton; R = Points ; H = Coups sûrs ; 2B = Doubles ; 3B = Triples ; 
HR = Coup de circuit ; RBI = Points produits ; SB = Buts volés ; BA = Moyenne au bâton.